# Maffo Vialli
Maffo Vialli (Cremona, 19 marzo 1897 – Pavia, 14 febbraio 1983) è stato un biologo italiano.

## Biografia
Maffo Vialli nacque a Cremona il 19 marzo 1897 da padre trentino, Giuseppe, da cui ereditò la passione per la natura ed in particolare per la montagna e madre cremonese, Giulia Robolotti. Visse a Cremona fino al conseguimento della maturità classica nel 1915.
Scoppiata la prima Guerra Mondiale nel maggio 1915, il 10 dicembre dello stesso anno, dopo aver superato gli esami di ammissione e quindi ottenuto un posto ad alunno presso il Collegio Ghislieri di Pavia ed essersi iscritto al primo anno del corso di laurea in Scienze Naturali della Facoltà di Scienze Matematiche Fisiche e Naturali dell’Università degli studi di Pavia, si arruolò volontario come soldato semplice.
Assegnato al IV Reggimento Artiglieria da campagna il 4 ottobre 1917, fu promosso tenente dopo un tirocinio come aspirante ufficiale prima e come sottotenente dopo; nel frattempo perse la madre.
Fervente patriota ed interventista combatti con profonda convinzione, tanto da ottenere tre medaglie di bronzo al valor militare. Durante la guerra mantenne sempre rapporti con il Rettore Pietro Ciapessoni, come si evince dalle lettere che gli inviava conservate presso l’archivio del Collegio.
Negli ultimi giorni di guerra, precisamente il 28 ottobre 1918 sulle rive del Piave fu gravemente ferito alla gola con conseguenti lesioni nervose alla spalla e al braccio destro che rimase per lungo tempo paralizzato. Trasferito in molteplici ospedali approdò al Collegio Borromeo di Pavia, adibito in quel momento ad ospedale militare. Fu poi collocato in congedo il 21 dicembre 1919.
Durante gli anni di guerra si dedicò alla preparazione degli esami speciali e della tesi di laurea.
Si laureò infatti il 12 luglio 1919 con 110 e lode in Scienze Naturali. Dopo la laurea trascorse un breve periodo di studio presso l’istituto di Biologia Marina di Rovigno, in Istria, sotto la guida del professor Issel.
Il 1 dicembre 1919 dopo aver vinto un regolare concorso di assistente di Anatomia e Fisiologia Comparata, venne nominato assistente presso l’Istituto di Pavia ed il 16 febbraio 1923 gli fu conferita la qualifica di Aiuto.
Riprese qui la sua attività di ricercatore inizialmente sotto la direzione della professoressa Rina Monti Stella e successivamente del professore Edoardo Zavattari.
Il 2 dicembre 1924 gli fu conferita la libera Docenza di Anatomia e Fisiologia Comparate, confermata il 9 marzo 1931.
Nel 1925 sposò una sua allieva, la dottoressa Tina Comini da cui ebbe una figlia, Giulia.
Dal 1 dicembre 1932 al 31 ottobre 1934 fu professore incaricato di Antropologia presso la Facoltà di Scienze Matematiche Fisiche e Naturali.
Nel 1934 vinse un premio del Ministero dell’Educazione Nazionale per le Scienze Naturali.
Il 21 dicembre 1933 gli venne assegnato un premio del Regio Istituto Lombardo di Scienze e Lettere con una motivazione molto elogiativa per la sua attività scientifica.
Negli anni Trenta ebbe l’incarico della Stazione Zoologica di Napoli di collaboratore alla elaborazione di una parte della monografia Uova, larve e stadi giovanili di Teleostei.
Il 29 ottobre 1934, in seguito alla vincita del relativo concorso, fu nominato professore straordinario di Anatomia Comparata e Zoologia presso la Facoltà di Scienze Matematiche Fisiche e Naturali dell’Università di Modena.
Nel 1935 fu chiamato ancora a Pavia a coprire la cattedra di Anatomia e Fisiologia Comparate rimasta vacante per la chiamata a Roma del prof. Edoardo Zavattaro. A Pavia e precisamente a Palazzo Botta, svolse da questo momento tutta la sua carriera.
Collocato fuori ruolo e lasciata la direzione dell’Istituto si ritirò in due stanze nell’ala del Museo dove attrezzò il suo laboratorio e, nella stanza detta “di Napoleone”, il suo studio.
A Pavia fu anche incaricato dell’insegnamento di Antropologia dall’anno 1939-1940 all’anno 1955-1956. Fu preside della Facoltà di Scienze negli anni duri della guerra dal 1941 al 1946. Professore incaricato di Zoologia nell’anno accademico 1944-1945, fu successivamente incaricato dell’insegnamento di Istologia e Embriologia dal 1953 al 1967. Coprì inoltre l’incarico di Consigliere di amministrazione e di Prorettore dell’Università di Pavia.
Inscindibile la sua vita accademica dal rapporto sempre molto forte col Collegio Ghislieri di cui fu anche Rettore, in sostituzione di Teresio Olivelli che era stato internato in Germania, ponendo in salvo dai tedeschi, che occupavano il Collegio, gli oggetti più preziosi; a seguire fu per molti anni membro del Consiglio di Amministrazione del Collegio.
Dal 19 maggio 1949 fu Socio corrispondente e dal 25 marzo 1954 Socio effettivo dell’Istituto Lombardo di Scienze e Lettere.
Moltissime le sue pubblicazioni, più di 350, indubbiamente il suo nome è legato alla scoperta dell’enteramina nelle cellule cromoaffini dell’intestino, sostanza chiamata dagli americani, molti anni dopo, serotonina e da questi autori scoperta anche nel plasma sanguigno.
Le sue ricerche furono svolte in collaborazione con il suo primo allievo a Pavia, Vittorio Ersparmer, che continuò poi a perfezionarle.
Vialli negli anni Cinquanta promosse l’istituzione del “Centro di Studi per l’Istochimica” del CNR, e ne assunse la direzione fino al 1 novembre 1967.
Fu poi fondatore in Italia della Istochimica con la costituzione della relativa Società; fu il primo direttore della “Rivista italiana di Istochimica”, ormai conosciuta in campo internazionale, fu relatore al I Congresso Internazionale di Istochimica tenuto a Parigi nel 1960.
Professore fuori ruolo dal 1 novembre 1967 al 31 ottobre 1972 fu poi collocato a riposo per raggiunti limiti di età; inoltre gli fu conferito il titolo di professore emerito dell’Università di Pavia nel 1972. Proseguì la sua attività di ricerca presso l’Istituto di Anatomia e Fisiologia Comparate e il centro di biochimica del CNR. Morì il 14 febbraio 1983.
Era il prozio (fratello del nonno paterno) del famoso calciatore Gianluca Vialli. 